# مائوریس دین ونت

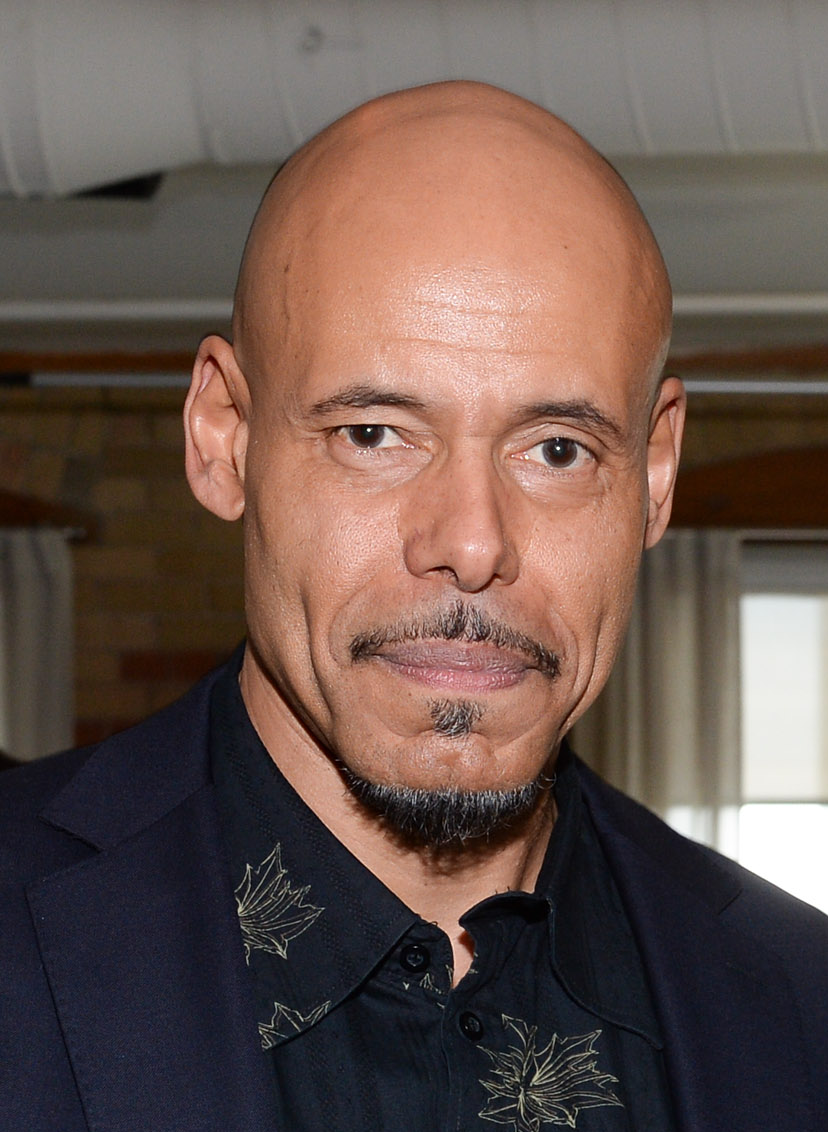
مائوریس دین ونت

مائوریس دین ونت (به انگلیسی: Maurice Dean Wint)؛ (زادهٔ ۱ مهٔ ۱۹۶۴) بازیگر اهل انگلستان است.
وینت در سال ۱۹۶۷ به همراه خانوادهاش به کانادا مهاجرت. او از دانشگاه یورک کانادا با مدرک کارشناسی هنرهای زیبا در تئاتر فارغ‌التحصیل شد.
از کارهای او می‌توان به بازی در سریال عامل ناشناخته و فیلم مکعب اشاره کرد.